# Marcelo Pontiroli
Marcelo Luis Pontiroli (San Andrés de Giles; 22 de enero de 1972) es un ex arquero argentino de fútbol. Entre los varios equipos en los que jugó se destaca Argentinos Juniors, Lanús, Quilmes, Deportivo español e Independiente.

## Trayectoria
| Club               | País      | Año       |
| ------------------ | --------- | --------- |
| Deportivo Español  | Argentina | 1991-1997 |
| Independiente      | Argentina | 1997-1998 |
| Argentinos Juniors | Argentina | 1998-2000 |
| Belgrano           | Argentina | 2000-2001 |
| Lanús              | Argentina | 2001-2002 |
| Varzim S. C.       | Portugal  | 2003-2004 |
| Quilmes            | Argentina | 2005-2005 |
| Argentinos Juniors | Argentina | 2005-2007 |
| Quilmes            | Argentina | 2007-2010 |
| Deportivo Merlo    | Argentina | 2010-2011 |